# A Tale of Thousand Stars
A Tale of Thousand Stars（ア・テイル・オブ・サウザンド・スターズ、タイ語: นิทานพันดาว、別名: 千星物語）は、 ピラパット・ワタナセッシリ（アース）とサハパー・ウォンラート（ミックス）が主演する2021年のタイのテレビドラマシリーズ。
ノッパナッ・チャウィモンが監督し、GMMTVが制作した。 2019年10月15日に開催されたGMMTVの「New＆Next」イベントで発表された2020年放送予定の12のテレビドラマシリーズの1つであったが、 延期され2021年1月29日から4月2日にGMM25で20:30 ICTより、LINE TVで22:30 ICTより放送された。
日本では、KADOKAWAによりBacteria（バクテリア）による原作小説の日本語訳版が2021年6月10日に発売され、TELASAにて6月26日より配信された。

## あらすじ
ティアンは裕福な家庭の息子として生まれ、豊かで好き勝手な生活を送っていたが、ある日心臓病で倒れ、生きるためには心臓移植が必要であると宣告される。同日、チェンマイの小さな村パパンダオでボランティア教師をしていた若い女性トーファンが車にはねられ死亡した。後日、自分に移植された心臓のドナーがトーファンという女性であることを知ったティアンは、かつて彼女が働いていたという村に赴き同じようにボランティア教師として働き始め、そこで森林警備隊長でトーファンの恋人だったプーパーと出会う。やがてティアンは彼への感情が果たして自分のものなのか、または元の心臓の持ち主のトーファンのものなのか思い悩むようになる。

## キャストとキャラクター

### 主演
- プーパー役：ピラパット・ワタナセッシリ（アース）[8]

森林警備隊員の隊長。
- ティアン役：サハパー・ウォンラート（ミックス）

心臓病によりトーアファンの心臓移植を受けた大学生。

### 助演
- トーファン・ジャルーンポン役：サランチャナー・アピーサマイモンコン（アーイ）

パパンダオ村で働くボランティア教師でプーパーに好意を持っていた。だが、バンコクに戻った際に交通事故に遭い死亡した。その際、ティアンのドナーとなった。
- トゥン役：ナワット・プンポーティンガーム（ホワイト）

ティアンの友人のひとり。
- ナム役：クリッタナイ・アーサーンプラキット（ナムモン）

パパンダオ村のボランティア医師。
- ロンテー役：タナワット・ラッタナキットパイサーン（カオタン）

パパンダオ村の村長の息子。村を離れて市内で勉強をしていたが帰ってきた。
- ヨッド役：ナッタラット・コーンケーウ（チャンプ）

森林警備隊員のひとり。ティアンの世話役。
- ラング役：サッタブット・レーディキー（ドレーク）

森林警備隊員のひとり。
- ティーラユット役：Jakkrit Ammarat (Tom)

ティアンの父親。
- ラリタ役：パウィーナー・チャーリーフサクン (ジーアップ)

ティアンの母親。
- Kamabien役：ウィタヤー・ジェータパイ (タノン)
- Sakda役：タノンサック・スッパカーン (ノン)

### ゲスト出演
- ジュターピッチ・インチャン（ジェミー）

ティアンの友人のひとり。

## サウンドトラック
| 曲名                                                                                               | アーティスト                         | 備考                         |
| -------------------------------------------------------------------------------------------------- | ------------------------------------ | ---------------------------- |
| Ni Taan Pun Dao（นิทานพันดาว）                                                                       | Gun Napat                            | [ 9 ]                        |
| Sai Ta Go Hok Mai Pen（สายตาโกหกไม่เป็น）                                                            | ピラパット・ワタナセッシリ（アース） | [ 10 ]                       |
| Ni Taan Pun Dao (トーファン バージョン)                                                            | アーイ・サランチャナー               | [ 11 ]                       |
| Ni Taan Pun Dao (プーパー バージョン)                                                              | ピラパット・ワタナセッシリ（アース） | [ 12 ]                       |
| Gaem Nong Nang Nan Daeng Kwa Krai （แก้มน้องนางนั้นแดงกว่าใคร） (Your cheek is rosier than anyone else) | Khian Kai Lae Wanich                 | 第3話                        |
| Lom（ลม） (Wind)                                                                                   | Num Kala                             | 第10話                       |
| Hai Narn Kwa Tee Koey （ให้นานกว่าที่เคย） ([I wish] it'd have been longer [then it's used to be]）    | KLEAR & Phai Pongsathorn             | オフィシャルトレーラー使用曲 |
| Ni Taan Pun Dao (ティアン バージョン)                                                              | サハパー・ウォンラート（ミックス）   | 2021年9月2日リリース         |

## 国際展開
- フィリピン – 2020年9月10日、ドリームスケープエンターテインメントが同シリーズを含む5つのテレビドラマシリーズの配信権をGMMTVから取得し、iWantTFCでストリーミング配信することを発表した。[18][19]
- 台湾 – 2021年1月29日の毎週金曜日の21:30より、LINE TVにて配信。

## 評価
青文字が最低の評価を、赤文字 が最高の評価を表す。
| No.      | 放送日        | 放送時間    | 評価  | Ref.       |
| -------- | ------------- | ----------- | ----- | ---------- |
| 1        | 2021年1月29日 | 金曜日20:30 | 0.211 | [ 20 ]     |
| 2        | 2021年2月5日  | 金曜日20:30 | 0.181 | [ 21 ]     |
| 3        | 2021年2月12日 | 金曜日20:30 | 0.108 | [ 22 ]     |
| 4        | 2021年2月19日 | 金曜日20:30 | 0.201 | [ 23 ]     |
| 5        | 2021年2月26日 | 金曜日20:30 | 0.195 | [ 24 ]     |
| 6        | 2021年3月5日  | 金曜日20:30 | 0.283 | [ 25 ]     |
| 7        | 2021年3月12日 | 金曜日20:30 | 0.170 | [ 26 ]     |
| 8        | 2021年3月19日 | 金曜日20:30 | 0.190 | [ 27 ]     |
| 9        | 2021年3月26日 | 金曜日20:30 | 0.195 | [ 28 ]     |
| 10       | 2021年4月2日  | 金曜日20:30 | 0.198 | [ 29 ]     |
| 平均評価 | 平均評価      | 平均評価    | 0.193 | [ 注釈 1 ] |

## 受賞歴
| 年   | 賞                       | 部門                               | Ref.          |
| ---- | ------------------------ | ---------------------------------- | ------------- |
| 2021 | Content Asia Awards 2021 | BEST LGBTQ+ PROGRAMME MADE IN ASIA | [ 30 ] [ 31 ] |
| 2022 | 東京ドラマアウォード2022 | 海外作品特別賞                     | [ 32 ] [ 33 ] |